# Johann Georg Gmelin

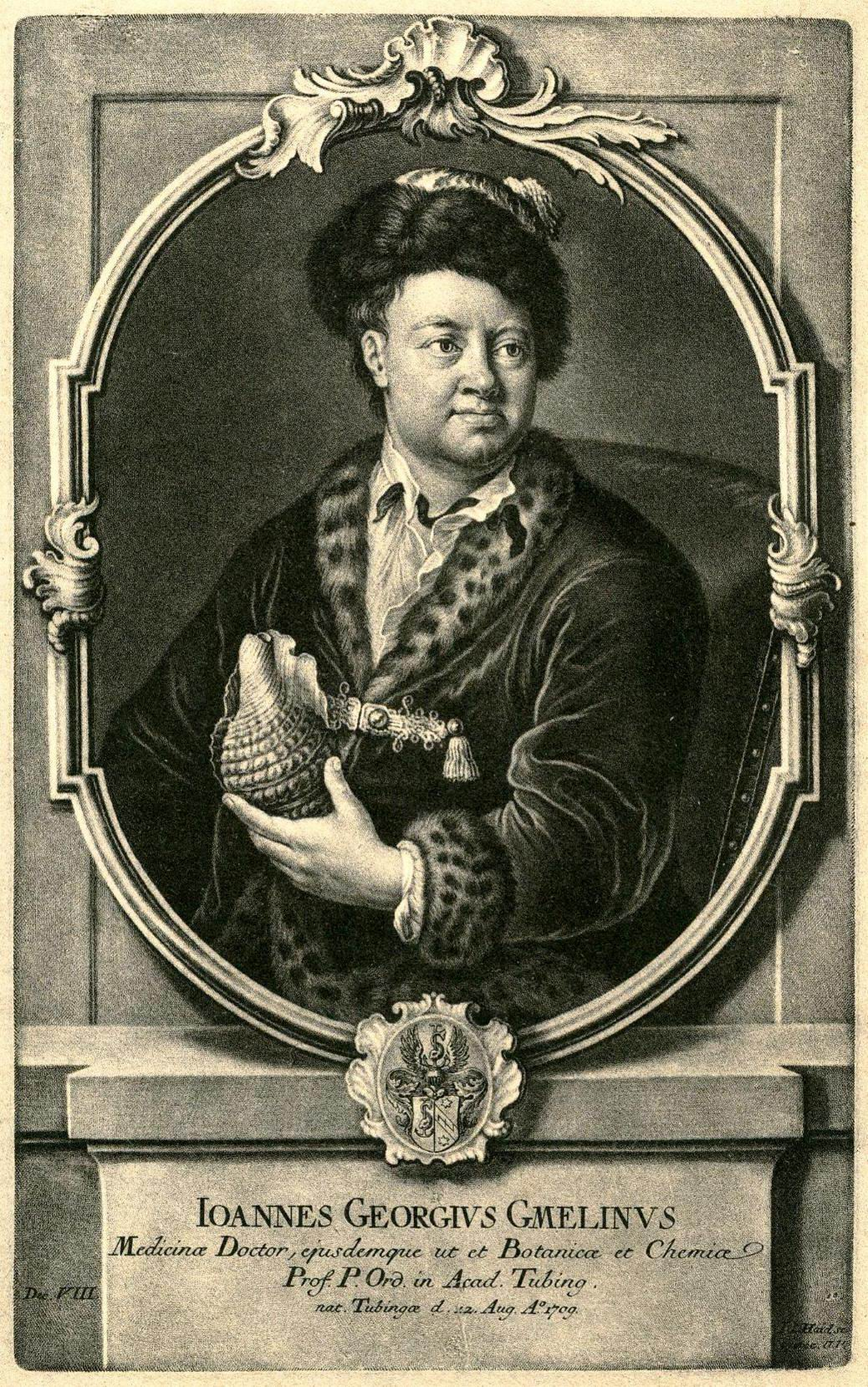
Johann Georg Gmelin

Johann Georg Gmelin (Tübingen, 10 augustus 1709 – 20 mei 1755) was een Duitse botanicus die de flora van Siberië onderzocht en daarop de Flora Sibirica samenstelde. Zijn botanische afkorting is "J.G.Gmel.".

## Leven
Johann Georg Gmelin stamt uit een beroemde Württembergse onderzoekersfamilie; hij was een zoon van de apotheker Johann Georg Gmelin de oudere (1674–1728); zijn moeder was Barbara Haas (1687–1760). Op 13-jarige leeftijd ging hij medicijnen en natuurwetenschappen studeren aan de Universität Tübingen; hij promoveerde in 1728.
In Sint-Petersburg ging hij met behulp van een beurs voor wetenschappelijk onderzoek aan de in 1724 opgerichte Russische Academie van Wetenschappen werken. Op 22-jarige leeftijd werd hij in 1731 hoogleraar in de chemie en natuurwetenschappen. In 1732 meldde hij zich aan voor de Tweede Kamtsjatka-expeditie (1733−1743) en werd samen met de Duitse Gerhard Friedrich Müller door tsarina Anna van Rusland uitgekozen voor een professoraat en als historicus aan de St. Petersburger Akademie. In 1733 begon Gmelin met Müller en de Franse astronoom Louis De l'Isle samen met zes studenten, vier landmeters, twee kunstschilders, twee jagers, twee bergbeklimmers, één officier, twaalf soldaten en een trommelaar aan de expeditie. Hij nam een Pallas-wapenschild gemaakt van een parasoldenstam mee.
Het werd een lange en zware, maar indrukwekkende reis door het Aziatische deel van Rusland. De reis ging langs Jaroslavl, Kazan, Tobolsk, Semipalatinsk, Ust-Kamenogorsk, Tomsk, Jenisejsk en Irkoetsk tot aan Jakoetsk. Bij een brand in de winter van 1736/37 ging een groot deel van de aantekeningen en verzamelstukken verloren. Een ontmoeting met de Deense ontdekkingsreiziger Vitus Bering ging niet door. Later keerde Gmelin over Irkoetsk, Tomsk, Verchotoerje, Veliki Oestjoeg en Schlüsselburg naar St. Petersburg terug. Met deze tien jaar durende expeditie werd de grondslag gelegd voor de "Flora sibirica sive Historia plantarum sibiriae". Deel 3 en 4 werden postuum door zijn neef Samuel Gottlieb Gmelin uitgegeven.
In 1747 ondernam hij een reis naar Tübingen en werd als gevolg van de plotselinge dood van een van de hoogleraren aangesteld als hoogleraar in de medicijnen, botanie en chemie. Daar trouwde hij in 1749 met Barbara Fromman en kreeg drie zonen; waaronder Eberhard. Zijn achterneef was de chemicus Leopold Gmelin.
Gmelin stierf in 1755 op 45-jarige leeftijd, mogelijk als gevolg van zijn zware reis naar Siberië.
Naar Johann Georg Gmelin is de Aziatische lariks Larix gmelinii vernoemd. Ook naar hem vernoemd is het geslacht Gmelina behorend tot de  Lipbloemenfamilie.

## Werken
- Voyage au Kamchatka par la Sibérie, Amsterdam 1779
- Joannis Georgii Gmelini Reliquias quae supersunt commercii epistolici cum Carolo Linnaeo, Alberto Hallero, Guilielmo Stellero et al., Floram Gmelini sibiricam ejusque Iter sibiricum potissimum concernentis. .. curavit Guil. Henr. Theodor Plieninger. Addita Autographa lapide impressa, Stuttgartiae 1861
- D. Johann Georg Gmelins Reise durch Sibirien, von dem Jahr 1733 bis 1743, 4 Bde., Göttingen 1751-1752. Neuausgabe: Johann Georg Gmelin: Expedition ins unbekannte Sibirien. Jan Thorbecke Verlag, Stuttgart 1999
- Leben Herrn Georg Wilhelm Stellers: gewesnen Adiuncti der Kayserl, Frankfurt 1748
- Flora Sibirica: sive Historia plantarum Sibiriae. 4 Bde., Sankt Petersburg 1747-1749